# Literaturjahr 1758
Liste der Literaturjahre

◄ | 1756 | Literaturjahr 1758 | 1759 | 1760 | 1761 | 1762 | ► | ►►

Weitere Ereignisse
Dieser Artikel behandelt das Literaturjahr 1758.

## Ereignisse

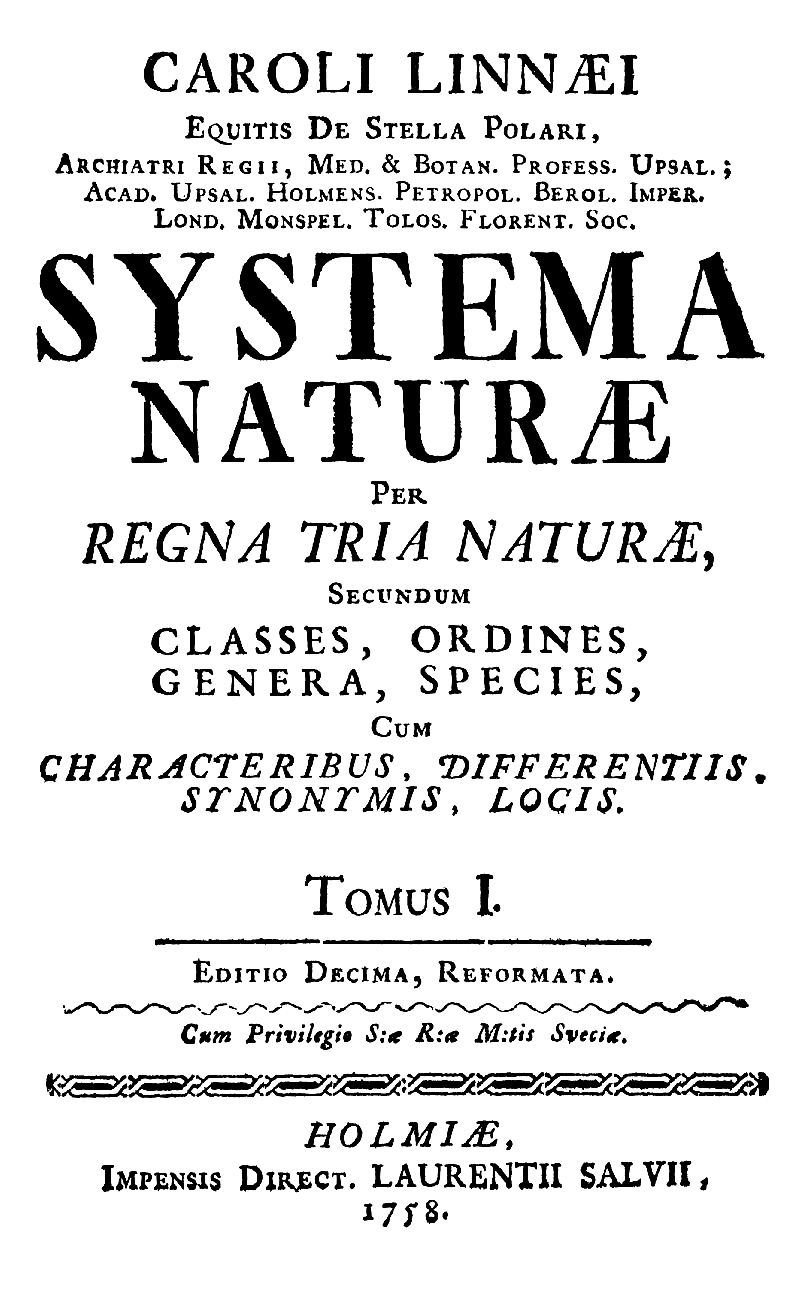
Titelblatt der 10. Auflage der Systema Naturae

- 15. April: Samuel Johnson bringt die erste Ausgabe seiner Zeitschrift The Idler heraus.
- 24. April: Robert Dodsley und sein Bruder unterzeichnen einen Vertrag mit Edmund Burke zur Herausgabe des The Annual Register.
- Denis Diderot verfasst das Drama Le Père de famille (Der Hausvater) und das theoretische Werk Discours sur la poésie dramatique (Abhandlung über die dramatische Dichtkunst)
- Der französische Ökonom François Quesnay begründet die Physiokratie durch sein erstes volkswirtschaftliches Kreislaufmodell Tableau économique.
- Das Dictionary of the English Language von Samuel Johnson erlebt nach nur drei Jahren bereits seine sechste Auflage.
- In der 10. Auflage seines Werkes Systema Naturae führt Carl von Linné die zweiteilige Namensgebung auch für Tiere ein und begründet damit gemeinsam mit Carl Alexander Clerck die moderne zoologische Nomenklatur.
- Der französische Schriftsteller Jean-François Marmontel tritt in die Dienste von Madame de Pompadour und erwirbt dank ihrer vorübergehenden Gunst 1758 die Privilegien des „Mercure“, die er jedoch aufgrund einer Satire gegen den Herzog von Aumont wieder verliert.
- Die englische Schriftstellerin Anna Laetitia Barbauld und ihre Familie zieht nach Warrington in Cheshire.
- Der französische Mathematiker, Astronom und Philosoph Pierre Louis Maupertuis zieht zu seiner letzten Heimatstadt Basel.
- Voltaire erwirbt ein Gut in Ferney.

## Neuerscheinungen

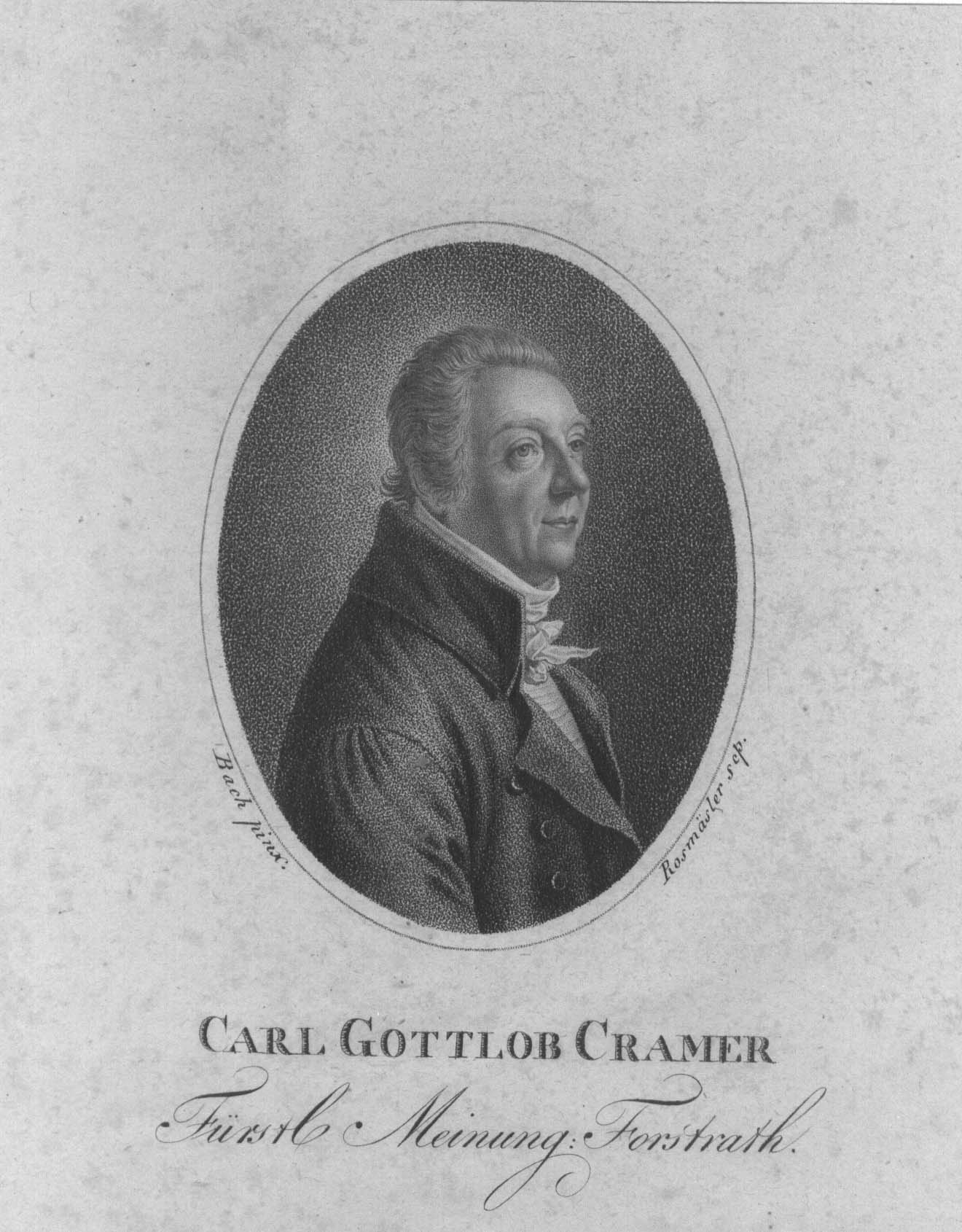
Carl Gottlob Cramer (1758–1817)

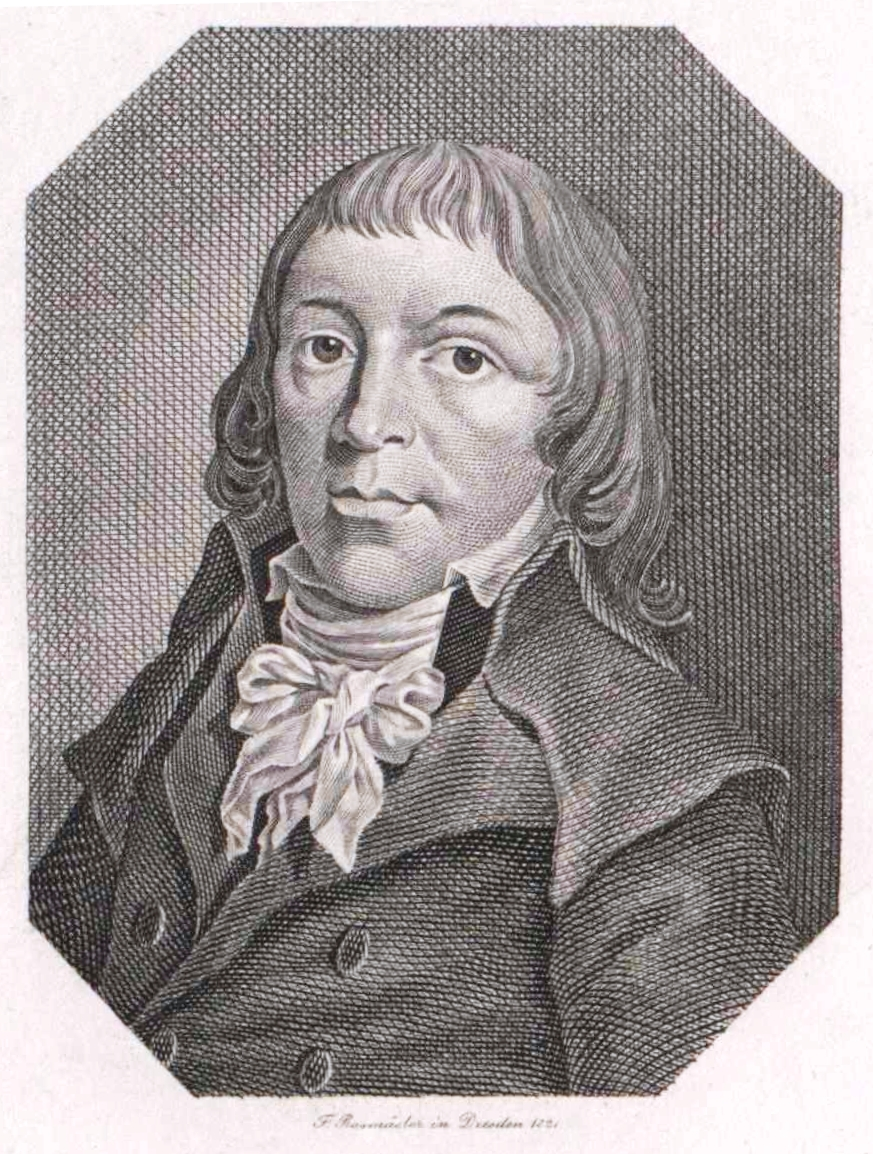
Ludwig Gotthard Kosegarten (1758–1818)

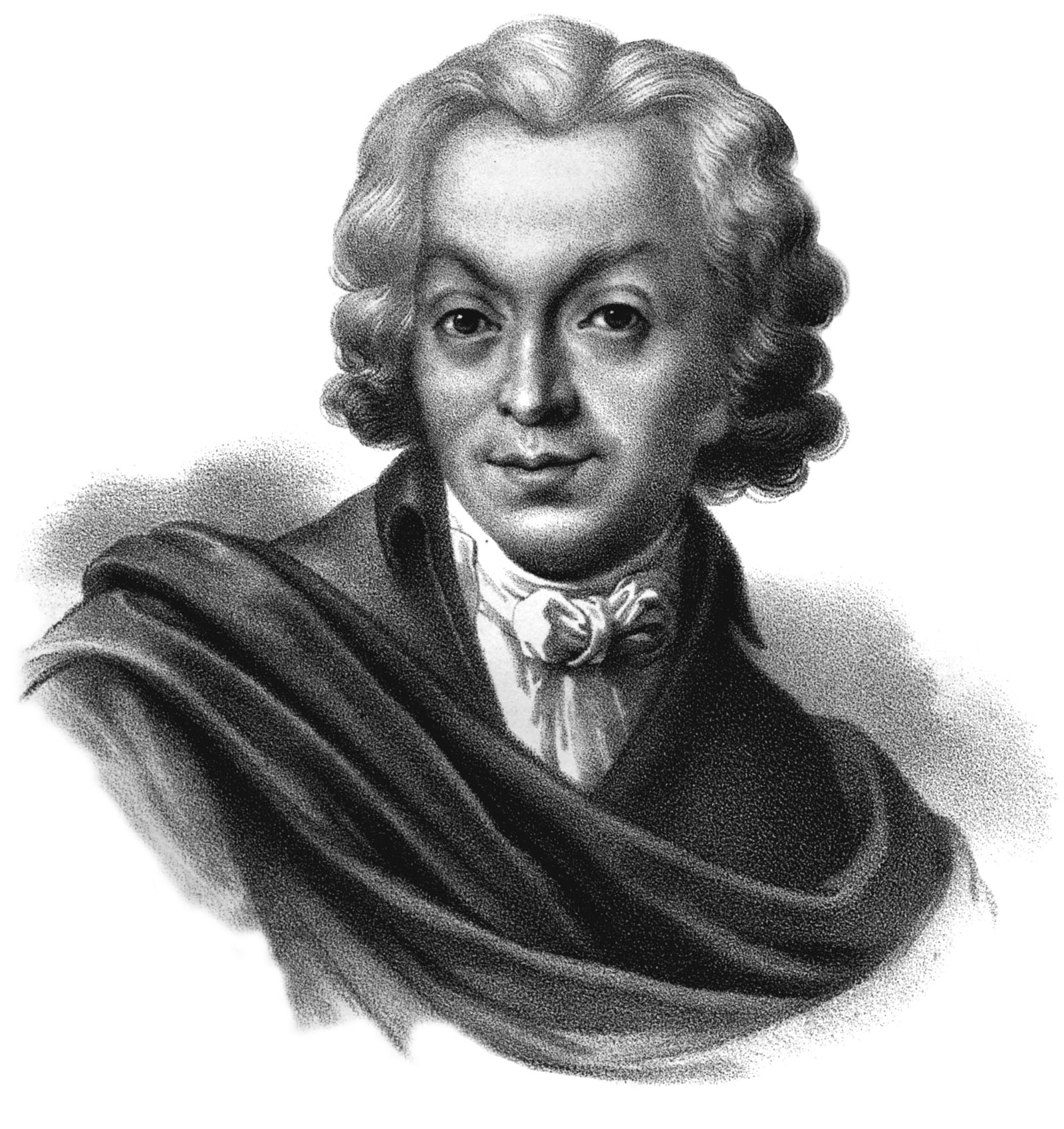
Wassili Wassiljewitsch Kapnist (1758–1823)

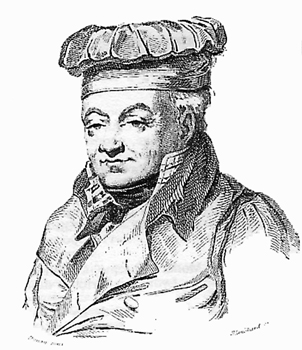
Alexandre Balthazar Laurent Grimod de la Reynière (1758–1837)

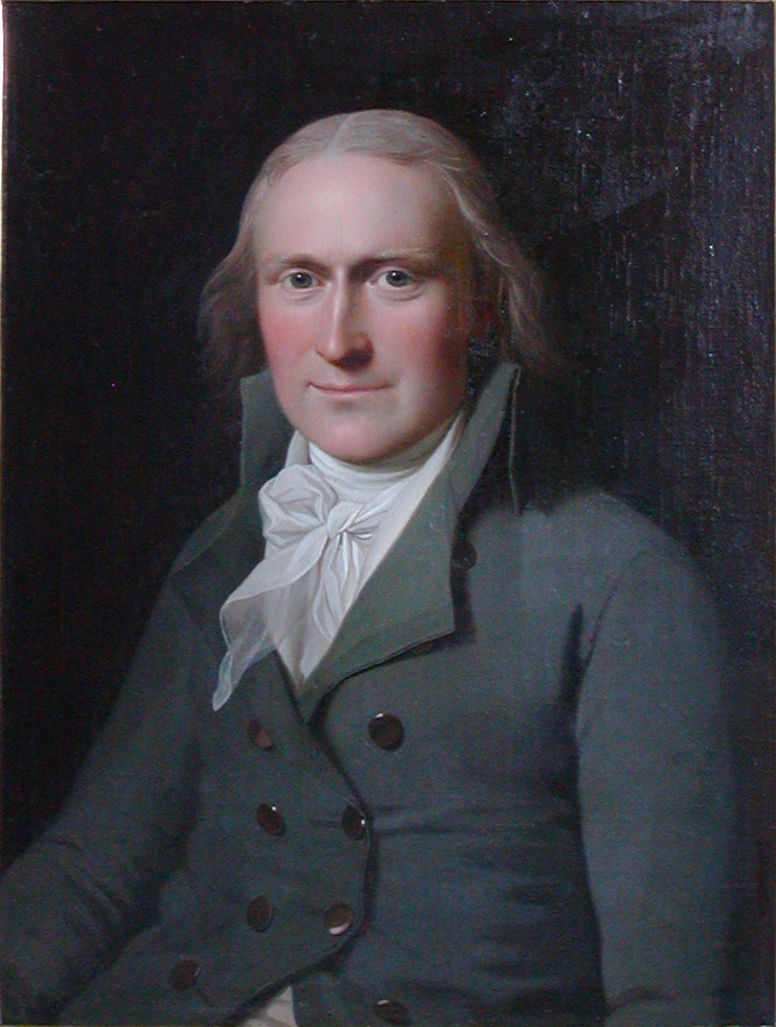
Peter Andreas Heiberg (1758–1841)

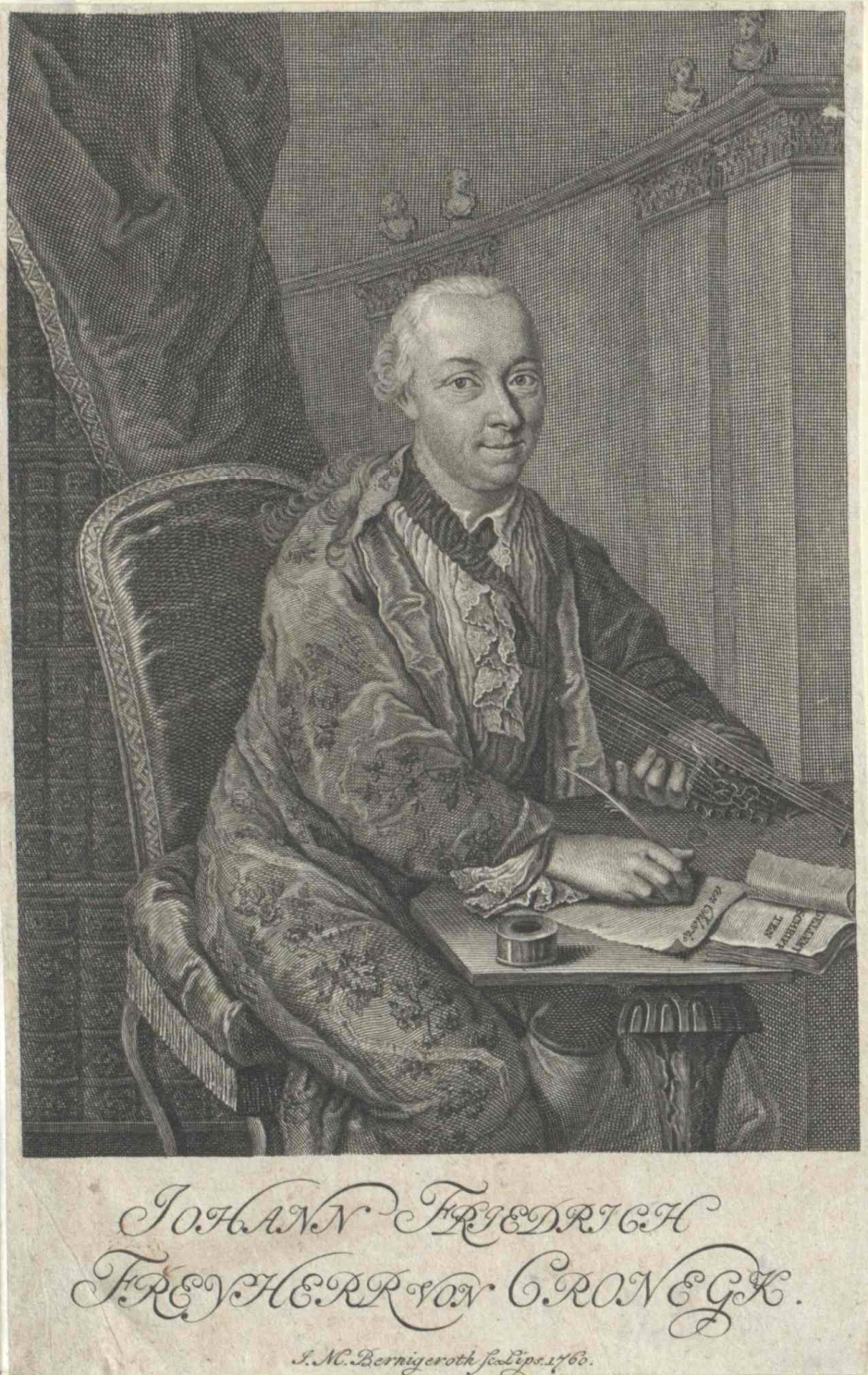
Johann Friedrich Freiherr von Cronegk (1731–1758) beim Schreiben seiner Elegie An Chloris. Kupferstich von M. Bernigeroth, 1760.

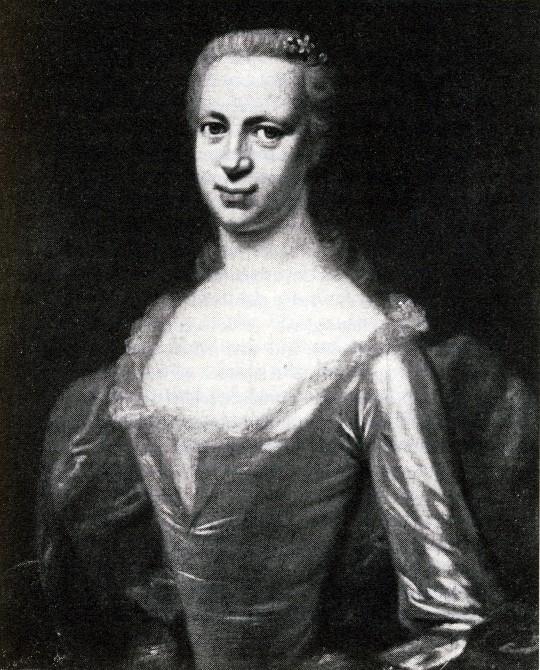
Margareta Klopstock (1728–1758), Gemälde von Dominicus van der Smissen, um 1754

### Prosa
- John Armstrong unter dem Pseudonym Launcelot Temple – Sketches
- Charlotte Lennox – Henrietta
- Horace Walpole
  - A Dialogue Between Two Great Ladies
  - Fugitive Pieces
- Sir William Blackstone – A Discourse on the Study of the Law

### Drama
- John Cleland – Tombo-Chiqui, or, The American Savage
- Denis Diderot – Le père de famille
- Robert Dodsley – Cleone
- David Garrick – Florizel and Perdita
- John Home – Aegis
- Charlotte Lennox – Philander
- Arthur Murphy – The Upholsterer
- George Alexander Stevens – Albion Restored

### Lyrik
- Mark Akenside – An Ode to the Country Gentlemen
- John Gilbert Cooper – The Call of Aristippus
- Johann Wilhelm Ludwig Gleim – Preussische Kriegslieder von einem Grenadier
- James Macpherson – The Highlander
- Thomas Parnell – Posthumous Works

### Sachliteratur
- William Battie – A Treatise on Madness
- William Blackstone – A Discourse on the Study of Law
- John Brown – An Explanatory Defence of the Estimate of the Manners and Principles of the Times
- Elizabeth Carter (Hrsg.) – All the Works of Epicetus
- Benjamin Franklin – Father Abraham's Sermon
- Oliver Goldsmith als James Willington – The Memoirs of a Protestant
- William Hawkins – Tracts in Divinity
- Claude Adrien Helvétius – De l'Esprit
- Henry Home – Historical Law-Tracts
- Robert Lowth – The Life of William of Wykeham
- Dom Pernetty – Dictionnaire mytho-hermétique
- Antoine Simon Le Page Du Pratz – Histoire de la Louisiane
- Richard Price – A Review of the Principal Questions and Difficulties in Morals
- Jonathan Swift – The History of the Last Four Years of the Queen
- Horace Walpole – A Catalogue of the Royal and Noble Authors of England
- Arthur Young – The Theatre of the Present War in North America
- Johann Georg Ritter von Zimmermann – Vom Nationalstolze

## Geboren
- 01. Februar: Ludwig Gotthard Kosegarten, mecklenburgischer Pastor und Schriftsteller († 1818)
- 10. Februar: Amalia Holst, deutsche Pädagogin und Frauenrechtlerin († 1829)
- 16. Februar: Julian Ursyn Niemcewicz, polnischer Dichter, Dramatiker und Staatsmann († 1841)
- 23. Februar: Wassili Wassiljewitsch Kapnist, russischer Adelsmarschall des Gouvernements Poltawa und Schriftsteller († 1823)
- 03. März: Carl Gottlob Cramer, deutscher Schriftsteller und Forstrat († 1817)
- 03. April: Manuel del Socorro Rodríguez, kolumbianischer Journalist und Bibliothekar († 1819)
- 16. April: Christian von Massenbach, preußischer Oberst und Schriftsteller († 1827)
- 24. April: August Jacob Liebeskind, deutscher Pastor in Oßmannstedt, Autor und Hauslehrer der Kinder Johann Gottfried von Herders, sowie Schwiegersohn Christoph Martin Wielands und Märchenautor († 1793)
- 25. April: Friedrich Wilhelm von Schütz, deutscher Publizist († 1834)
- 04. Juni: Christian Wilhelm Roch, deutscher Beamter und Schriftsteller († 1812)
- 29. August: Franz Anton von Hartig, österreichischer Diplomat, Historiker, Dichter und Geograph († 1797)
- 10. September: Hannah Webster Foster: nordamerikanische Schriftstellerin († 1840)
- 25. September: Franz Michael Vierthaler, österreichischer Pädagoge, Schulreformer, Schriftsteller und Journalist († 1827)
- 05. Oktober: August Lafontaine, deutscher Schriftsteller († 1831)
- 15. Oktober: Benedikt David Arnstein, erster dramatischer deutschsprachiger Schriftsteller Österreichs jüdischer Herkunft († 1841)
- 16. Oktober: Noah Webster, US-amerikanischer Lexikograf, Übersetzer und Schriftsteller († 1843)
- 16. November: Peter Andreas Heiberg, dänischer Satiriker († 1841)
- 19. November: Carl Andreas von Boguslawski, deutscher General, Übersetzer und Autor († 1817)
- 09. November: Arnold Robens, Geheimschreiber der Jülichschen Ritterschaft, Legationssekretär des kurpfälzischen Vogtmajors in Aachen und schließlich Beigeordneter Bürgermeister der Stadt Aachen sowie Heraldiker († 1820)
- 20. November: Georg Friedrich Fickert, deutscher Kirchenlieddichter und Pfarrer († 1815)
- 20. November: Alexandre Balthazar Laurent Grimod de la Reynière, französischer Jurist, Gastrosoph und Literat († 1837)
- 08. Dezember: Engel Christine Westphalen, deutsche Schriftstellerin († 1840)
- 23. Dezember: Franz Xaver Bronner, Schweizer Dichter, Publizist und Archivar deutscher Herkunft († 1850)
- ohne genaues Datum: James T. Callender, schottischer Journalist und Satiriker († 1803)
- ohne genaues Datum: Giambattista Giusti, italienischer Ingenieur und Übersetzer († 1823)
- ohne genaues Datum: Józef Kopeć, polnischer Patriot, General und Tagebuchautor († 1827)

## Gestorben
- 1. Januar: Johann Friedrich von Cronegk,  deutscher Dramatiker, Lyriker und Essayist (* 1731)
- 7. Januar: Allan Ramsay, schottischer Dichter, Dramatiker, Bibliothekar und Perückenmacher (*  1685)
- 22. März: Jonathan Edwards, britisch-amerikanischer Prediger (* 1703)
- 07. April: Joachim Wilhelm von Brawe, deutscher Dramatiker (* 1738)
- 07. April: Esther Edwards Burr, nordamerikanische Tagebuchautorin (* 1732)
- 19. April: Louis de Boissy, französischer Schriftsteller und Dichter (* 1694)
- 10. Mai: Christian Gottlieb Jöcher, deutscher Historiker, Bibliothekar und Lexikograf (* 1694)
- 15. Juli: Ambrosius Stub, dänischer Dichter (* 1705)
- 08. Oktober: Christoph Ludwig Crell, deutscher Literatur- und Rechtswissenschaftler (* 1703)
- Oktober: Theophilus Cibber, englischer Schauspieler, Dramatiker und Schriftsteller (* 1703)
- 28. November: Margareta Klopstock,  deutsche Schriftstellerin und Ehefrau Friedrich Gottlieb Klopstocks (* 1728)
- 12. Dezember: Françoise de Graffigny, französische Schriftstellerin und Dichterin (* 1695)
- 26. Dezember: François Joseph de Lagrange-Chancel, französischer Dramatiker (* 1677)